# 加藤唐九郎

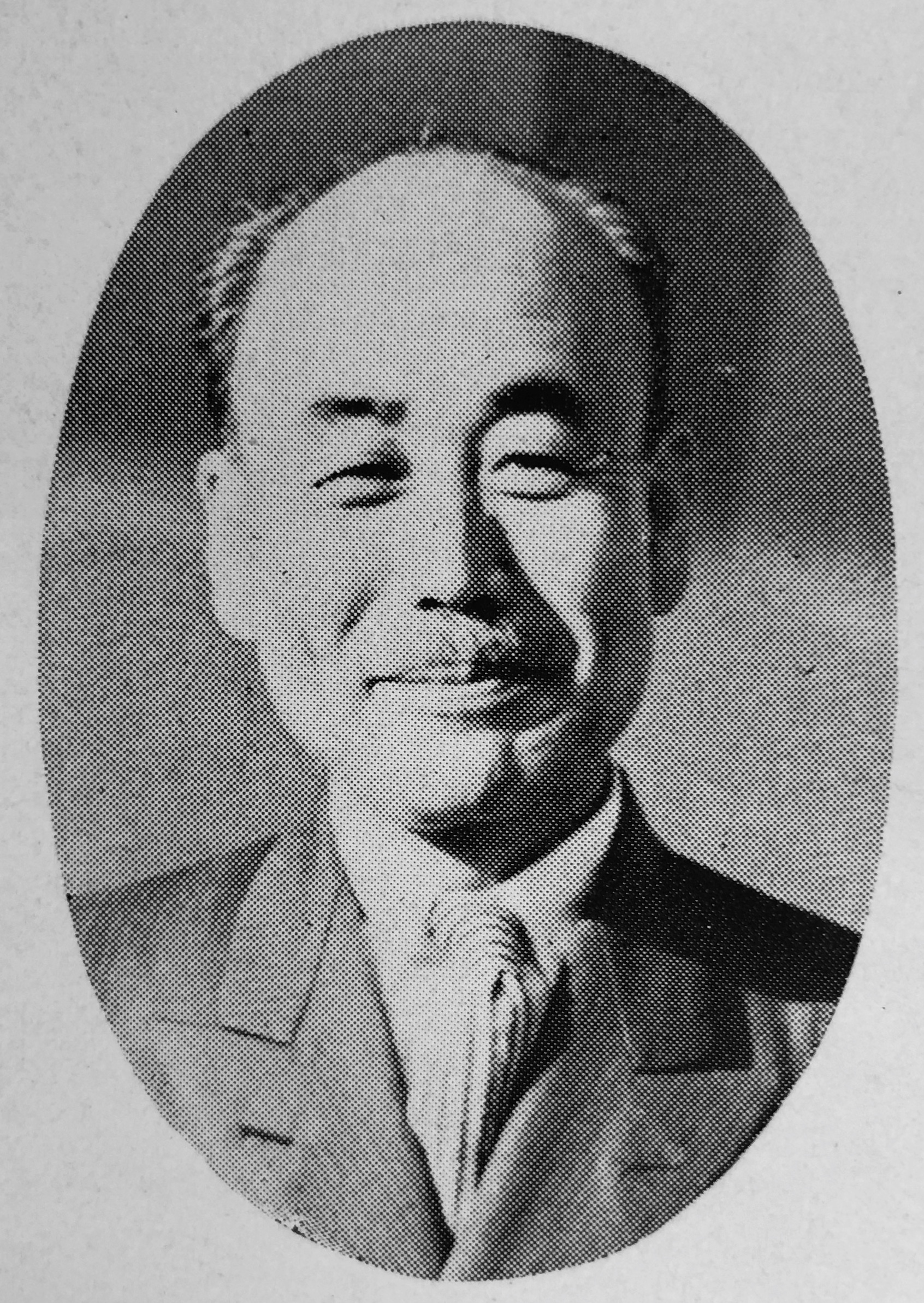
加藤唐九郎（1955年）

加藤 唐九郎（かとう とうくろう、1897年（明治30年）7月19日（※戸籍上は1898年（明治31年）1月17日） - 1985年（昭和60年）12月24日）は、日本の陶芸家、陶磁史研究家。愛知県東春日井郡水野村（現・瀬戸市水北町）出身。桃山時代の陶芸の研究と再現に努めたが、1960年に永仁の壺事件で古瀬戸の大規模な贋作を行っていたことが発覚し、批判を受ける。事件後は公職を辞任し、作陶に専念した。建築物と陶磁器の組み合わせ陶壁を創出、陶壁は唐九郎による造語である。
一ム歳、一ム、野陶、ヤト、陶玄、玄などの号も用いる。
子息の岡部嶺男（長男）、加藤重高（三男）と孫の加藤高宏も同じく陶芸家である。

## 略歴
1897年（明治30年）半農半陶で窯業を営む加納桑次郎・みと夫妻の長男・庄九郎として生まれる。幼少時より窯場になじむ。1908年（明治41年）父・桑二郎が製陶業に専念し、瀬戸町乗越（のっこし、現瀬戸市窯神町）に転居する。
1911年（明治44年）中根塾に入門し、南画・漢籍を学ぶ。
1914年（大正3年）父の製陶工場の一部の使用権を譲り受け、本格的な作陶生活に入る。また、この頃より父方の祖母の家系である加藤家に一家が復籍する（祖父は当初婿養子だったが、その後元の加納姓を名乗っていた）。
1918年（大正7年） 幼馴染であった5歳年下の妻・きぬと結婚。「加藤庄九郎」が同業に多いことから「加藤唐九郎」と改名する（戸籍上の改名は1927年）。この年から本格的な瀬戸系古窯の調査に入る。
1929年（昭和4年）1月、瀬戸古窯調査保存会が発足し、常任理事となる。同年11月、瀬戸市祖母懐町に製作拠点を移し、本格的に志野焼や織部焼に挑戦する。
1933年（昭和8年） 宝雲社より出版した著書『黄瀬戸』の中で、瀬戸焼が瀬戸より美濃で古く焼かれたことを主張し、瀬戸焼の祖とされてきた加藤四郎景正の実在を疑い、少なくとも開祖ではないと結論づける。これにより、瀬戸市民の反感を買い、自宅が焼き討ちに遭うなど大きな非難を受けた。この件を受けて瀬戸を離れ、1934年（昭和9年）港区青山の私邸に「陶壁」を試行する。
1943年（昭和18年） 愛知県西加茂郡に築窯。
1952年（昭和27年） 織部焼の技術で国の「助成の措置を講ずべき無形文化財」に認定される。しかし、1954年の文化財保護法改正施行で制度自体が廃止されるとともに白紙となり、新設された重要無形文化財（人間国宝）には認定されなかった。1956年（昭和31年） 中日文化賞。
1960年（昭和35年）永仁の壺事件が発生し、重要文化財に指定されていた「瀬戸飴釉永仁銘瓶子」が自らの模作であると表明。この事件を機に、日本陶磁協会や日本工芸会理事、日本伝統工芸展審査委員などの一切の公職を辞任し、作陶一本の生活に入る。
1961年（昭和36年）漢学者服部担風より「一無斎」の号を贈られる。1965年（昭和40年） 毎日芸術賞を受賞。1976年（昭和51年）財団法人翠松園陶芸記念館設立。
1985年（昭和60年）12月24日、心筋梗塞のため没。享年88。戸籍上は87歳。墓所は守山区大森寺。

## 代表的作品
- 志野茶碗「氷柱」：唐九郎陶芸記念館（昭和5年）[1]
- 鼠志野茶碗「鬼ケ島」：MIHO MUSEUM（昭和44年）
- 志野茶碗「紫匂」：唐九郎陶芸記念館（昭和54年）
- 黄瀬戸「輪花鉢」：駒形十吉記念美術館（昭和58年）
- 陶壁「鳳凰」：大石寺大宮殿（昭和38年）日本画家加山又造との共同制作
- 陶壁「野竜共に吠く」：愛知県労働者研究センター（昭和50年）
- 陶壁「うず潮」：安芸路 酔心 東京本店 外壁（昭和47年）
- 陶壁「万朶」：松柏園ホテル（昭和55年）
- 陶壁「輪廻」：名古屋通信ビル東面

## 編・著書
- 『陶器全集』全4巻 小野正人共編（陶器全集刊行会、1931 - 1937年、思文閣、1976年）
- 『黄瀬戸』（宝雲舎、1933年、講談社、1984年）
- 『新撰陶器辞典』編（工業図書、1937年）[注釈 3]
- 『陶器辞典』編（陶器辞典刊行会、1954年、増補改訂版1960年）[注釈 4]
- 『やきもの随筆』（徳間書店、1962年、改訂版1971年、講談社文芸文庫、1997年）
- 『原色陶器大辞典』編（淡交社、1972年、2000年）
- 『カラー日本のやきもの 11 瀬戸』藤川清写真（淡交社、1974年）
- 『やきもの談義』白洲正子共著（駸々堂出版、1976年、風媒社、1997年）
- 『陶芸口伝』（翠松園陶芸記念館、1979年）
- 『自伝 土と炎の迷路』（日本経済新聞社、1982年、講談社文芸文庫、1999年、日本図書センター、2012年）
- 『かまぐれ往来』（新潮社、1984年）
- 『唐九郎のやきもの教室』編（新潮社、1984年）